# Linochilus phylicoides
El romerito de páramo (Linochilus phylicoides) es una especie de arbusto de la familia Asteraceae, endémica de los páramos de Cundinamarca, Colombia, entre los 2800 y los 4000 m de altitud.

## Características
Alcanza 2 m de altura. Ramas terminales densamente foliosas y lanudas. Hojas gruesas, rígidas, coriáceas, de 6 a 14 mm de  longitud por 3 a 6 mm de ancho, con la margen revoluta, contraída, haz glabra, verde azulosa a amarillento-verdosa; envés lanudo, ocroleuco. Inflorescencias terminales racemoso-umbeladas. Flores femeninas 11 a 25, con corola color violeta, azul o lila, de 7 a 9 mm. Flores hermafroditas 5 a 13, corolas de 5 a 7mm, lóbulos oblongos, subagudos y violáceos.